# Harlow Shapley
Harlow Shapley (Nashville, 2 de novembro de 1885 — Boulder, 20 de outubro de 1972) foi um astrônomo norte-americano.

## O Grande Debate de 1920
Shapley participou do "Grande Debate" com Heber D. Curtis sobre a natureza das nebulosas e galáxias e o tamanho do Universo. O debate ocorreu em 26 de abril de 1920, no salão da Academia Nacional de Ciências dos Estados Unidos, em Washington DC. Shapley defendeu que as nebulosas espirais (que agora são chamadas de galáxias) estão dentro de nossa Via Láctea, enquanto Curtis defendeu que as nebulosas espirais são 'universos insulares' distantes de nossa Via Láctea e comparáveis em tamanho e natureza à nossa própria Via Láctea. Caminho. Esta questão e debate são o início da astronomia extragaláctica, enquanto os argumentos e dados detalhados, muitas vezes com ambiguidades, apareceram juntos em 1921.
As questões características eram se Adriaan van Maanen havia medido a rotação em uma nebulosa espiral, a natureza e a luminosidade das novas e supernovas explosivas vistas em galáxias espirais e o tamanho de nossa própria Via Láctea. No entanto, a palestra e o argumento real de Shapley durante o Grande Debate foram completamente diferentes do artigo publicado. O historiador Michael Hoskin diz que "Sua decisão foi tratar a Academia Nacional de Ciências com um endereço tão elementar que muito dele era necessariamente incontroverso.", com a motivação de Shapley sendo apenas para impressionar uma delegação de Harvard que o estava entrevistando para uma possível oferta como o próximo diretor do Harvard College Observatory. Com a inadimplência de Shapley, Curtis ganhou o debate. As questões astronômicas logo foram resolvidas em favor da posição de Curtis quando Edwin Hubble descobriu estrelas variáveis Cefeidas na Galáxia de Andrômeda.
Na época do debate, Shapley estava trabalhando no Mount Wilson Observatory, onde havia sido contratado por George Ellery Hale. Após o debate, no entanto, ele foi contratado para substituir o recém-falecido Edward Charles Pickering como diretor do Harvard College Observatory (HCO).

## Trabalhos
Shapley escreveu muitos livros sobre astronomia e ciências. Entre eles estava o Source Book in Astronomy (Nova York: McGraw–Hill, 1929, co-escrito com Helen E. Howarth, também da equipe do Harvard College Observatory), o primeiro da série de livros de origem da editora na história da As ciências.
Em 1953, ele escreveu o "Liquid Water Belt", que deu credibilidade científica à teoria da ecosfera de Hubertus Strughold.
Shapley participou de conferências do Institute on Religion in an Age of Science em Star Island e foi o editor do livro Science Ponders Religion (1960).
- Shapley, Harlow (1972). Galaxies. Col: The Harvard books on astronomy. [S.l.]: Harvard University Press. ISBN 978-0674340510
- Shapley, Harlow (1969). Through Rugged Ways to the Stars. [S.l.]: Scribner
- Shapley, Harlow (1967). Beyond the Observatory. [S.l.]: Scribner
- Shapley, Harlow (1964). The View from a Distant Star: Man's Future in the Universe. [S.l.]: Dell Publishing, Co.
- Shapley, Harlow (1960). Source book in astronomy, 1900–1950. Col: Source books in the history of the sciences. [S.l.]: Harvard University Press
- Shapley, Harlow (1958). Of Stars and Men: The Human Response to an Expanding Universe. [S.l.]: Beacon Press
- Shapley, Harlow (1958). A Census of Northern Galaxies in an Area of 3600 Square Degrees. Col: Harvard College Observatory. Annals, v. 88, no. 7. [S.l.]: Beacon Press
- Shapley, Harlow (1953). Climatic Change. [S.l.]: Harvard University Press
- Shapley, Harlow (1948). Galactic and Extragalactic Studies, XVIII. Col: Volume 36. [S.l.]: National Academy of Sciences
- Shapley, Harlow (1936). Time and Its Mysteries. Col: Series 1:Lectures given on the James Arthur Foundation, New York University. [S.l.]: New York University Press
- Shapley, Harlow (1934). The Angular Diameters of Bright Galaxies. [S.l.]: The Observatory
- Shapley, Harlow (1930). Flights from Chaos: A Survey of Material Systems from Atoms to Galaxies, Adapted from Lectures at the College of the City of New York, Class of 1872 Foundation. [S.l.]: Whittlesey House, McGraw–Hill Book Company, Inc. Bibcode:1930fcsm.book.....S
- Shapley, Harlow (1926). Starlight. [S.l.]: George H. Doran Co.
- Shapley, Harlow (1924). Descriptions and Positions of 2,829 New Nebulae ... Col: Harvard College Observatory. Annals, v. 85, no. 6. [S.l.]: The Observatory

## Homenagens
- 1926 - Medalha Henry Draper[7]
- 1933 - Prémio Jules Janssen[8]
- 1933 - Prémio Rumford[9]
- 1934 - Medalha de Ouro da Royal Astronomical Society[10]
- 1935 - Medalha Rittenhouse[11]
- 1939 - Medalha Bruce[12]
- 1940 - Medalha Janssen
- 1942 - Medalha de Ouro Pio XI[13]
- 1945 - Medalha Franklin[14]
- 1950 - Henry Norris Russell Lectureship
- 1953 - Medalha Rittenhouse[11]